# 아워마인
아워마인 시큐리티 그룹(OurMine Security Group)은 해커 그룹이다. 이 보안 해킹 그룹은 해킹된 유명인사의 인터넷 계정들을 사용하여 상업적인 서비스들을 광고한다.

## 역사
2016년에 이들은 위키백과의 공동 설립자 지미 웨일스, 포켓몬 고의 제작자 존 행키, 트위터의 공동 설립자 잭 도시, 구글의 CEO 선다 피차이, 페이스북의 공동 설립자 마크 주커버그(핀터레스트도 해킹됨)의 트위터 계정들을 해킹하였다. 소셜 미디어 계정들뿐 아니라 이 그룹은 테크크런치 웹사이트도 해킹하였다.
2016년 10월, 버즈피드는 아워마인 그룹이 Ahmad Makki라는 이름을 사용하는 10대 사우디 아라비아 사람과 관련이 있다는 글을 소셜 미디어에 게시하였다. 아워마인은 이러한 주장을 부인하였으며, Makki는 단지 이 그룹의 팬일 뿐이라고 주장하였다. 이 글이 게시된지 하루가 지나 아워마인은 버즈피드의 웹사이트에 잠입하여 여러 게시들의 내용을 "Hacked By OurMine"로 읽히도록 변조하였다.
2016년 11월 11일, 위키백과의 공동 설립자 지미 웨일스의 공식 위키미디어 글로벌 계정이 위태로워졌으며, 해커 그룹은 웹사이트에 책임을 떠넘겼다.
2017년 4월 1일, 아워마인은 수많은 채널들에 대한 권한이 있는 유튜브 네트워크의 옴니아 미디어(Omnia Media)를 해킹하였다. 이 그룹은 300개 이상의 대중적인 유튜브 채널의 제목과 설명을 바꾸었다. 이 비디오의 설명은 아워마인의 웹사이트와 직접 연결되었다.
또다른 공격이 2017년 4월 13일에 수행되었는데, 스튜디오 71의 여러 유튜브 채널들의 네트워크에서 비디오 제목과 설명이 변경되었다. 이 그룹은 "유튜브 사상 가장 큰 해킹"이었다고 주장한다. 이 비디오 제목에는 "#OurMine" 및 유튜브 채널 상의 비디오 링크가 포함되어 있었으며, 조속히 종료되었다.
2017년 4월 27일, 아워마인은 미디엄 웹사이트 직원 계정을 해킹하였다. 이 계정은 전략적 파트너십 팀에 속해 있었으며 아워마인이 포춘과 백채널의 웹사이트를 장악할 수 있게 하였다